# Felsőszentiván
Felsőszentiván – wieś i gmina w południowej części Węgier, w pobliżu miasta Baja. Gmina liczy 1950 mieszkańców (styczeń 2011) i zajmuje obszar 53,54 km².

## Położenie
Miejscowość leży na obszarze Wielkiej Niziny Węgierskiej, w komitacie Bács-Kiskun, w powiecie Baja.